# Coronaca
Coronaca és una concentració de població designada pel cens dels Estats Units a l'estat de Carolina del Sud. Segons el cens del 2000 tenia 170 habitants.

## Demografia
Segons el cens del 2000, Coronaca tenia 170 habitants, 76 habitatges i 50 famílies. La densitat de població era de 39,1 habitants/km².
Dels 76 habitatges en un 22,4% hi vivien nens de menys de 18 anys, en un 51,3% hi vivien parelles casades, en un 10,5% dones solteres, i en un 34,2% no eren unitats familiars. En el 30,3% dels habitatges hi vivien persones soles l'11,8% de les quals corresponia a persones de 65 anys o més que vivien soles. El nombre mitjà de persones vivint en cada habitatge era de 2,24 i el nombre mitjà de persones que vivien en cada família era de 2,8.
Per edats la població es repartia de la següent manera: un 18,2% tenia menys de 18 anys, un 8,2% entre 18 i 24, un 31,8% entre 25 i 44, un 27,6% de 45 a 60 i un 14,1% 65 anys o més.
L'edat mediana era de 41 anys. Per cada 100 dones de 18 o més anys hi havia 87,8 homes.
La renda mediana per habitatge era de 33.500 $ i la renda mediana per família de 50.114 $. Els homes tenien una renda mediana de 42.000 $ mentre que les dones 18.882 $. La renda per capita de la població era de 18.219 $. Cap de les famílies i el 8,2% de la població estaven per davall del llindar de pobresa.

## Poblacions més properes
El següent diagrama mostra les poblacions més properes.